# Pont Notre-Dame
De Pont Notre-Dame (Nederlands: Onzelievevrouwebrug) is een brug over de rivier de Seine in de Franse hoofdstad Parijs, gebouwd tussen 1910 en 1914. De brug staat erom bekend de "oudste van Parijs" te zijn. Sinds de oudheid staat er op deze locatie een verbinding over het water, hoewel deze talloze keren vernield en herbouwd is; om die reden is de Pont Neuf officieel de oudste brug van Parijs.

## Geschiedenis

### Vanaf de oudheid

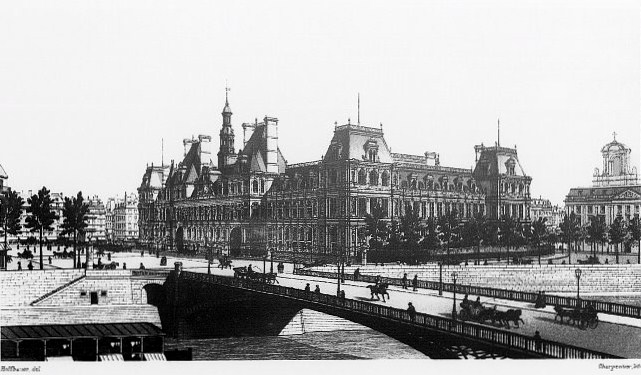
De Pont Notre-Dame aan het begin van de 20e eeuw

Op deze locatie overbrugde sinds de oudheid de eerste brug van Parijs, de Grand-Pont genaamd, de Seine. In 886, tijdens de belegering van Parijs en de aanvallen van de Vikingen, werd de constructie vernietigd en vervangen door een brug van planken, Pont des Planches de Milbray (Nederlands: Plankenbrug van Milbray) geheten. Deze werd op zijn beurt weer vernietigd tijdens de overstroming van de Seine in 1406.
Op 31 mei 1412 begon Karel VI met de bouw van de eerste "Pont Notre-Dame". Deze brug was gebouwd van stevig hout en verbond het Île de la Cité met de Rue Saint-Martin. De bouw duurde zeven jaar, inclusief de 60 huizen die erbovenop werden gebouwd: 30 aan elke kant. Robert Gauguin beschouwde de gebouwen als "opvallend vanwege de hoogte en de uniformiteit van het ontwerp" en noemde ze de "mooiste van Frankrijk." In de vroege ochtend van 25 oktober 1499 stortte de brug echter in, waarschijnlijk vanwege de instabiele bouw en een gebrek aan onderhoud.

### De eerste stenen brug

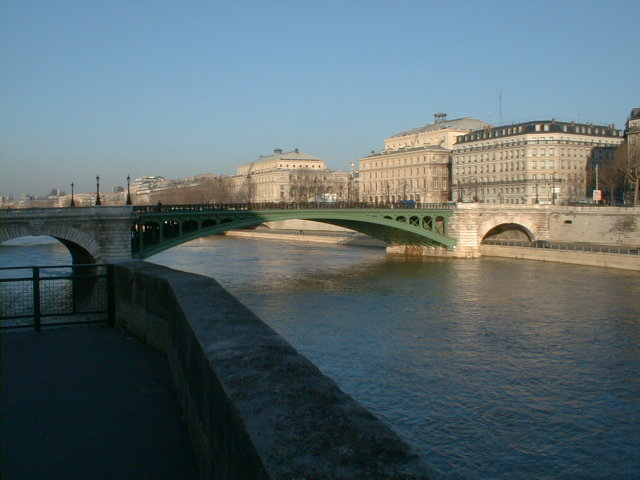
Pont Notre-Dame

Datzelfde jaar nog werd de stenen fundering gelegd voor de herbouw van de Pont Notre-Dame, terwijl een veerboot ondertussen als verbinding dienstdeed. Ditmaal werd de brug van steen gebouwd, en ontworpen als een boogbrug. De bouw stond onder leiding van de Italiaanse architect, geleerde en franciscaner monnik Fra Giovanni Giocondo, die ook verantwoordelijk was voor de Petit-Pont. De constructie was voltooid in 1507, compleet met 60 (bak)stenen huizen, en zou een belangrijke
markt- en handelsplaats worden. De gebouwen op de brug waren de eerste die een huisnummer kregen. In 1660 werd de brug opgeknapt ter ere van de aankomst in Parijs van Maria Theresia van Spanje, de dochter van koning Filips IV. Zij zou later koningin van Frankrijk worden door in het huwelijk te treden met Lodewijk XIV. Tussen 1646 en 1788 werden de huizen op de brug afgebroken vanwege het gebrek aan hygiëne en het gevaar dat de gebouwen vormden voor de stabiliteit van de brug.

### Huidige versie

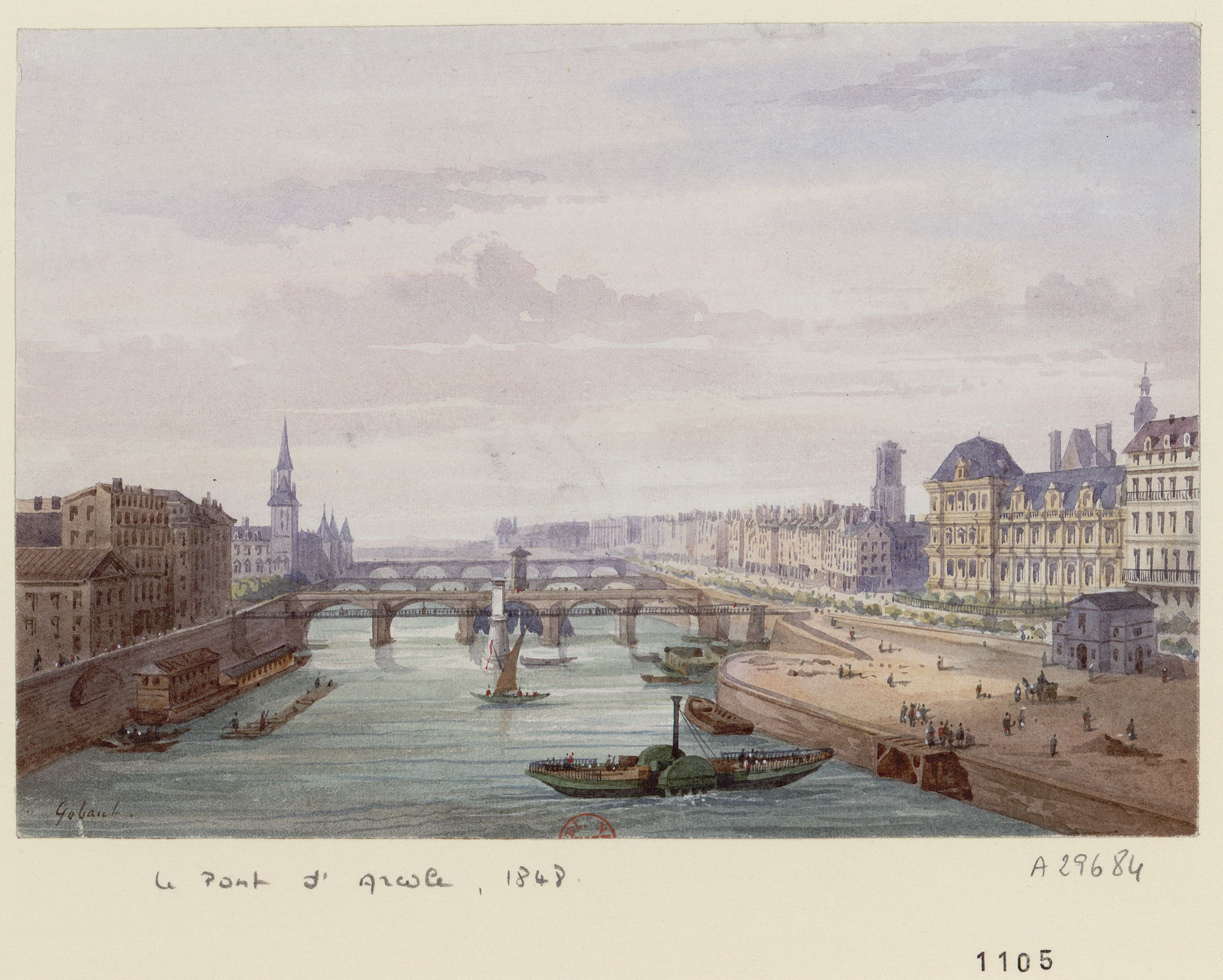
Zicht vanaf de Pont d'Arcole

In 1853 werd een nieuwe stenen constructie gebouwd op de bestaande stenen fundering, hoewel deze brug uit slechts vijf bogen bestond. Hij was de oorzaak van niet minder dan 35 ongelukken op het water tussen 1891 en 1910, en werd in de volksmond ook wel de Pont du Diable (Nederlands: Duivelsbrug) genoemd. Om de boten op een veiligere manier te laten passeren en de stroming van de Seine niet te belemmeren werd besloten om de brug nogmaals te herbouwen, ditmaal van metaal. De bouw werd gecoördineerd door Jean Résal, die eerder al aan de Pont Mirabeau en de Pont Alexandre-III had gewerkt; hij werd geopend in 1919 door Raymond Poincaré, op dat moment president van de Franse Republiek. Sindsdien zijn er aan de brug geen grote aanpassingen meer gedaan.

## Inscriptie
Onderaan een van de bogen is een distichon te vinden in het Latijn van de Italiaanse dichter Jacopo Sannazaro, bekend van zijn meesterwerk Arcadia, dat een idyllisch land bescrhijft. De inscriptie luidt:
"Jucundus geminum posuit tibi, Sequana, pontem:
Hunc tu jure potes dicere pontificem"
Dit citaat kan worden vertaald als "Joconde (Giacondo) plaatste deze tweelingbrug voor jou, Sequana; hier kan je met toestemming over deze priester spreken" of "hier kan je zweren dat hij de bruggenbouwer was", waarmee een woordspeling wordt gemaakt over de twee betekenissen van het woord pontifex (hier in de accusativus). Dit is een referentie naar de architect, Fra Giovanni Giocondo, en het grote aantal bruggen dat op de huidige locatie daarvoor was gebouwd.

## Kunst

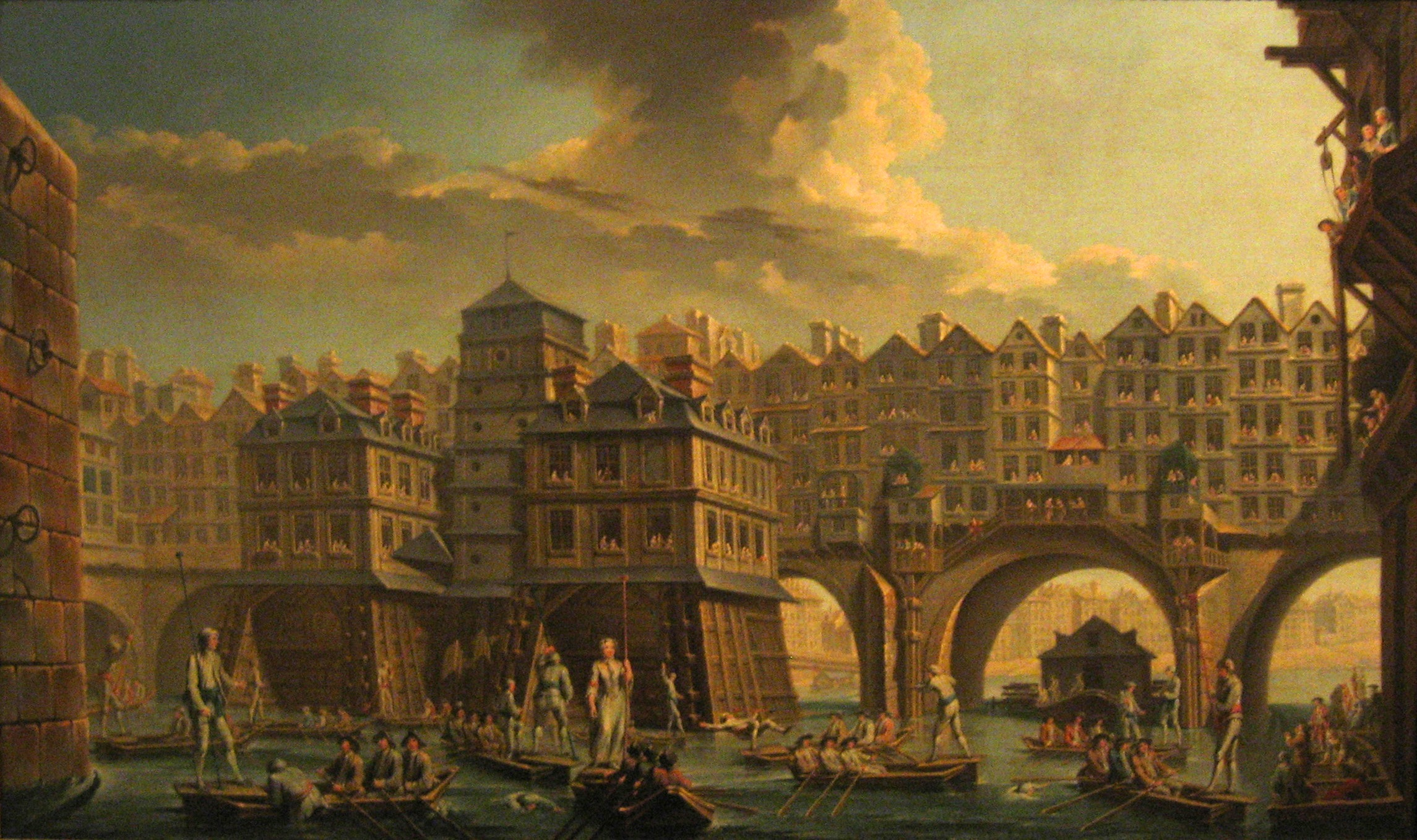
La joute de mariniers entre le pont Notre-Dame et le Pont-au-Change van Nicolas-Jean-Baptiste Raguenet (1756)

- Boven elke boog is in steen het hoofd van de wijngod Dionysus te zien. Daarnaast zijn er ramshoofden gebeiteld op de twee buitenste bogen.[3] In de nissen tussen de bogen zijn standbeelden geplaatst van Lodewijk XI, Hendrik IV, Lodewijk XIII en Lodewijk XIV.[1]
- In 1756, toen de brug als marktplaats gebruikt werd, schilderde Nicolas-Jean-Baptiste Raguenet La joute de mariniers entre le pont Notre-Dame et le Pont-au-Change (Nederlands: Het spel van de matrozen tussen de Pont Notre-Dame en de Pont au Change), waarop de huizen op de brug duidelijk te zien zijn.
- In 1856 schilderde de kleurenblinde artiest Charles Meryon L'Arche du pont Notre-Dame (Nederlands: De boog van de Pont Notre-Dame).

## Locatie
De brug verbindt het Île de la Cité in het 4e arrondissement, een van de twee natuurlijke eilanden in de Seine, met het 5e arrondissement aan de Rive Droite.